# Megasema montana
Megasema montana är en fjärilsart som beskrevs av Augustus Radcliffe Grote 1875. Megasema montana ingår i släktet Megasema och familjen nattflyn. Inga underarter finns listade i Catalogue of Life.